# Chief Minister
Chief Minister (pol. sekretarz generalny) – tytuł głowy rządu tych brytyjskich kolonii, którym przyznano pewien zakres autonomii (m.in. własny rząd).
Tytuł ten został zachowany w Indiach oraz Malezji po uzyskaniu przez te kraje niepodległości – tak nazywane są głowy rządów poszczególnych stanów. Podobna sytuacja występuje w terytoriach federalnych Australii.